# West Wind Records
West Wind Records was een Duits platenlabel, dat in de jaren tachtig jazz-platen (her)uitbracht. Verschillende albums waren eerder verschenen op Circle Records. Andere labels van wie het label lp's opnieuw uitbracht waren onder meer Philips, EmArcy, Bethlehem Records, Inner City, West 54 Records, Douglas Records, Orinda, FMP Records en Sonopresse. 
Artiesten op het label waren onder meer Anthony Braxton, Archie Shepp, Sunny Murray, Steve Lacy, Eric Dolphy, Dollar Brand, Clifford Brown, Art Blakey, Sonny Clark, Kenny Dorham, Coleman Hawkins, Bill Evans, Chet Baker, Bud Shank, Dexter Gordon, McCoy Tyner, Gil Evans, Art Ensemble of Chicago, Pepper Adams, Dave Liebman, Art Pepper, Stan Getz, Dexter Gordon, Gilberto Gil, Cab Calloway, Woody Herman en Duke Ellington.